# (178155) Kenzaarraki
(178155) Kenzaarraki est un astéroïde de la ceinture principale.

## Description
(178155) Kenzaarraki est un astéroïde de la ceinture principale. Il fut découvert le 3 octobre 2006 à Apache Point par Andrew C. Becker. Il présente une orbite caractérisée par un demi-grand axe de 3,08 UA, une excentricité de 0,05 et une inclinaison de 11,3° par rapport à l'écliptique.

## Compléments